# Книжник-review
«Книжник-review» — український журнал про книги та літературу. Виходив із серпня 2000 року до 2009 року. Головний редактор — Костянтин Родик.
Ось як журнал характеризували його автори:

«КНИЖНИК-review» аналізує, прогнозує, досліджує, вивчає стан книжкового ринку України, відслідковує знакові події, рецензує книжкові новинки, а також постійно висвітлює процес визначення переможців Всеукраїнський рейтинг «КНИЖКА РОКУ».

## Виноски
1. ↑  Журнал «Книжник — review». Архів оригіналу за 12 травня 2008. Процитовано 23 листопада 2010.